# Football League Two 2017-2018
La EFL League Two 2017-2018, conosciuta anche con il nome di Sky Bet League Two per motivi di sponsorizzazione, è stato il 60º campionato inglese di calcio di quarta divisione, nonché  il 14º con la denominazione di League Two. 
La stagione regolare ha avuto inizio il 5 agosto 2017 e si è conclusa il 5 maggio 2018, mentre i play off si sono svolti tra il 12 ed il 28 maggio 2018. Ad aggiudicarsi la vittoria è stato l'Accrington Stanley, al primo successo nella competizione. Le altre tre promozioni in Football League One, sono state invece conseguite dal Luton Town (2º classificato), dal Wycombe Wanderers (3º classificato) e dal Coventry City (vincitore dei play off). 
Capocannoniere del torneo è stato Billy Kee (Accrington Stanley) con 25 reti.

## Stagione

### Novità
Al termine della stagione precedente, insieme ai campioni di lega del Portsmouth (al primo titolo di quarta divisione della loro storia), salirono direttamente in Football League One anche il Plymouth Argyle (2º classificato) ed il Doncaster Rovers (3º classificato). Mentre il Blackpool, 7º classificato, raggiunse la promozione attraverso i play-off. L'Hartlepool United ed il Leyton Orient, che occuparono le ultime due posizioni della classifica, retrocessero invece in National League e persero il loro status in Football League, rispettivamente dopo novantasei e centoundici anni.
Queste sei squadre furono rimpiazzate dalle quattro retrocesse dalla Football League One: Port Vale, Swindon Town, Coventry City (relegato dopo cinquantanove anni nel quarto livello del calcio inglese) e Chesterfield e dalle due promosse provenienti dalla National League: Lincoln City (risalito dopo sette anni in League Two) e Forest Green Rovers (quest'ultimo, al debutto nel calcio professionistico inglese).

### Formula
Le prime tre classificate venivano promosse direttamente in Football League One, insieme alla vincente dei play off a cui partecipavano le squadre giunte dal 4º al 7º posto. Mentre le ultime due classificate retrocedevano in National League.

## Squadre partecipanti
| Squadra             | Stagione | Città                    | Stadio                       | Stagione precedente                     |
| ------------------- | -------- | ------------------------ | ---------------------------- | --------------------------------------- |
| Accrington Stanley  | dettagli | Accrington               | Crown Ground                 | 13º posto in EFL League Two             |
| Barnet              | dettagli | Londra (High Barnet)     | The Hive Stadium             | 15º posto in EFL League Two             |
| Cambridge United    | dettagli | Cambridge                | Abbey Stadium                | 11º posto in EFL League Two             |
| Carlisle United     | dettagli | Carlisle                 | Brunton Park                 | 6º posto in EFL League Two              |
| Cheltenham Town     | dettagli | Cheltenham               | Whaddon Road                 | 20º posto in EFL League Two             |
| Chesterfield        | dettagli | Chesterfield             | Proact Stadium               | 24º posto in EFL League One, retrocesso |
| Colchester United   | dettagli | Colchester               | Colchester Community Stadium | 8º posto in EFL League Two              |
| Coventry City       | dettagli | Coventry                 | Ricoh Arena                  | 23º posto in EFL League One, retrocesso |
| Crawley Town        | dettagli | Crawley                  | Broadfield Stadium           | 21º posto in EFL League Two             |
| Crewe Alexandra     | dettagli | Crewe                    | Alexandra Stadium            | 17º posto in EFL League Two             |
| Exeter City         | dettagli | Exeter                   | St James Park                | 5º posto in EFL League Two              |
| Forest Green Rovers | dettagli | Nailsworth               | The New Lawn                 | 3º posto in National League, promosso   |
| Grimsby Town        | dettagli | Grimsby                  | Blundell Park                | 14º posto in EFL League Two             |
| Lincoln City        | dettagli | Lincoln                  | Sincil Bank                  | 1º posto in National League, promosso   |
| Luton Town          | dettagli | Luton                    | Kenilworth Road              | 4º posto in EFL League Two              |
| Mansfield Town      | dettagli | Mansfield                | Field Mill                   | 12º posto in EFL League Two             |
| Morecambe           | dettagli | Morecambe                | Globe Arena                  | 18º posto in EFL League Two             |
| Newport County      | dettagli | Newport                  | Rodney Parade                | 22º posto in EFL League Two             |
| Notts County        | dettagli | Nottingham               | Meadow Lane                  | 16º posto in EFL League Two             |
| Port Vale           | dettagli | Stoke-on-Trent (Burslem) | Vale Park                    | 21º posto in EFL League One, retrocesso |
| Stevenage           | dettagli | Stevenage                | Broadhall Way                | 10º posto in EFL League Two             |
| Swindon Town        | dettagli | Swindon                  | County Ground                | 22º posto in EFL League One, retrocesso |
| Wycombe Wanderers   | dettagli | High Wycombe             | Adams Park                   | 9º posto in EFL League Two              |
| Yeovil Town         | dettagli | Yeovil                   | Huish Park                   | 19º posto in EFL League Two             |

## Classifica finale
|  | Pos. | Squadra            | Pt | G  | V  | N  | P  | GF | GS | DR  |
|  | ---- | ------------------ | -- | -- | -- | -- | -- | -- | -- | --- |
|  | 1.   | Accrington Stanley | 93 | 46 | 29 | 6  | 11 | 76 | 46 | +30 |
|  | 2.   | Luton Town         | 88 | 45 | 25 | 13 | 8  | 94 | 46 | +48 |
|  | 3.   | Wycombe            | 84 | 46 | 24 | 12 | 10 | 79 | 60 | +19 |
|  | 4.   | Exeter City        | 80 | 46 | 24 | 8  | 14 | 64 | 54 | +10 |
|  | 5.   | Notts County       | 77 | 46 | 21 | 14 | 11 | 71 | 48 | +23 |
|  | 6.   | Coventry City      | 75 | 46 | 22 | 9  | 15 | 64 | 47 | +17 |
|  | 7.   | Lincoln City       | 75 | 46 | 20 | 15 | 11 | 64 | 48 | +16 |
|  | 8.   | Mansfield Town     | 72 | 46 | 18 | 18 | 10 | 67 | 52 | +15 |
|  | 9.   | Swindon Town       | 68 | 46 | 20 | 8  | 18 | 67 | 65 | +2  |
|  | 10.  | Carlisle Utd       | 67 | 46 | 17 | 16 | 13 | 62 | 54 | +8  |
|  | 11.  | Newport County     | 64 | 46 | 16 | 16 | 14 | 56 | 58 | -2  |
|  | 12.  | Cambridge Utd      | 64 | 46 | 17 | 13 | 16 | 56 | 60 | -4  |
|  | 13.  | Colchester Utd     | 62 | 46 | 16 | 14 | 16 | 53 | 52 | +1  |
|  | 14.  | Crawley Town       | 59 | 45 | 16 | 11 | 19 | 58 | 66 | -8  |
|  | 15.  | Crewe Alexandra    | 56 | 46 | 17 | 5  | 24 | 62 | 75 | -13 |
|  | 16.  | Stevenage          | 55 | 46 | 14 | 13 | 19 | 60 | 65 | -5  |
|  | 17.  | Cheltenham Town    | 51 | 46 | 13 | 12 | 21 | 67 | 73 | -6  |
|  | 18.  | Grimsby Town       | 51 | 46 | 13 | 12 | 21 | 42 | 66 | -24 |
|  | 19.  | Yeovil Town        | 48 | 46 | 12 | 12 | 22 | 59 | 75 | -16 |
|  | 20.  | Port Vale          | 47 | 46 | 11 | 14 | 21 | 49 | 67 | -18 |
|  | 21.  | Forest Green       | 47 | 46 | 13 | 8  | 25 | 54 | 77 | -23 |
|  | 22.  | Morecambe          | 46 | 46 | 9  | 19 | 18 | 41 | 56 | -15 |
|  | 23.  | Barnet             | 46 | 46 | 12 | 10 | 24 | 46 | 65 | -19 |
|  | 24.  | Chesterfield       | 38 | 46 | 10 | 8  | 28 | 47 | 83 | -36 |

Legenda:
      Promosso in EFL League One 2018-2019.
  Ammesso ai play-off.
      Retrocesso in National League 2018-2019.
Regolamento:
Tre punti a vittoria, uno a pareggio, zero a sconfitta.
In caso di arrivo di due o più squadre a pari punti, la graduatoria verrà stilata secondo i seguenti criteri:
- differenza reti
- maggior numero di gol segnati
- classifica avulsa
- spareggio

Note:

Barnet retrocesso per peggior differenza reti rispetto all'ex aequo Morecambe.

## Spareggi

### Play-off

#### Tabellone
|  | Semifinali | Semifinali    | Semifinali | Semifinali | Semifinali |  |  | Finale | Finale        | Finale |  |
|  |            |               |            |            |            |  |  |        |               |        |  |
|  | 7          | Lincoln City  | 0          | 1          | 1          |  |  |        |               |        |  |
|  | 4          | Exeter City   | 0          | 3          | 3          |  |  | 4      | Exeter City   | 1      |  |
|  | 6          | Coventry City | 1          | 4          | 5          |  |  | 6      | Coventry City | 3      |  |
|  | 5          | Notts County  | 1          | 1          | 2          |  |  |        |               |        |  |

#### Semifinali

##### Andata
| Lincoln 12 maggio 2018, ore 16:00 CEST | Lincoln City | 0 – 0 referto | Exeter City | Sincil Bank Stadium (9.509 spett.)\| Arbitro: \| Ben Toner \| |
| Arbitro:                               | Ben Toner    |               |             |                                                               |

| Arbitro: | Gavin Ward |

|                    |           |           |
| McNulty 87’ (rig.) | Marcatori | 49’ Forte |

##### Ritorno
| Arbitro: | Darren England |

|                                     |           |           |
| Stockley 27’ Boateng 47’ Harley 69’ | Marcatori | 78’ Green |

| Arbitro: | Darren Drysdale |

|           |           |                                        |
| Grant 45’ | Marcatori | 6’, 71’ Biamou 37’ McNulty 86’ Bayliss |

#### Finale
| Arbitro: | David Webb |

|                                    |           |             |
| Willis 49’ Shipley 54’ Grimmer 86’ | Marcatori | 89’ Edwards |

## Statistiche

### Squadre

#### Primati stagionali
Squadre
- Maggior numero di vittorie: Accrington Stanley (29)
- Minor numero di vittorie: Morecambe (9)
- Maggior numero di pareggi: Morecambe (19)
- Minor numero di pareggi: Crewe Alexandra (5)
- Maggior numero di sconfitte: Chesterfield (28)
- Minor numero di sconfitte: Luton Town (8)
- Miglior attacco: Luton Town (94 gol segnati)
- Peggior attacco: Morecambe (41 goal segnati)
- Miglior difesa: Accrington Stanley e Luton Town (46 gol subiti)
- Peggior difesa: Chesterfield (83 gol subiti)
- Miglior differenza reti: Luton Town (+48)
- Peggior differenza reti: Chesterfield (-83)

Partite
- Partita con maggiore scarto di gol: Luton Town-Cambridge United 7-0 (7)
- Partita con più reti: Luton Town-Yeovil Town 8-2 (10)

### Individuali

#### Classifica marcatori[5]
| Gol | Rigori |  | Giocatore         | Squadra             |
| --- | ------ |  | ----------------- | ------------------- |
| 25  | 7      |  | Billy Kee         | Accrington Stanley  |
| 23  | 4      |  | Marc McNulty      | Coventry City       |
| 22  |        |  | Mohamed Eisa      | Cheltenham Town     |
| 21  | 5      |  | Danny Hylton      | Luton Town          |
| 20  | 1      |  | Christian Doidge  | Forest Green Rovers |
| 19  | 2      |  | James Collins     | Luton Town          |
| 19  | 4      |  | Kristian Dennis   | Chesterfield        |
| 19  | 1      |  | Jayden Stockley   | Exeter City         |
| 17  |        |  | Adebayo Akinfenwa | Wycombe Wanderers   |
| 17  | 4      |  | Tom Pope          | Port Vale           |